# Canon EOS 1000D
Canon EOS 1000D es una cámara réflex digital de 10.1-megapixel anunciada por Canon el 10 de junio de 2008 y comercializada a mediados de agosto de 2008. Conocida como EOS Kiss F en Japón y como EOS Rebel XS en los Estados Unidos y Canadá.  La 1000D es una cámara de formato DSLR para principiantes y ha sido anunciada como el paso anterior a la 450D.
La cámara en cuestión, comparte características con la Canon 450D. Ofrece disparo Live View, procesador de imagen DIGIC III y soporte para SDHC.  Sin embargo, tiene siete puntos de enfoque (en vez de los nueve de la 450D) y no tiene medición puntual de luz.  La 1000D es el segundo modelo de Canon EOS (después de la 450D) que usa exclusivamente tarjetas SD y SDHC en vez de CompactFlash.

## Características
- 10.1 megapixels APS-C sensor CMOS
- Tamaño del sensor : APS-C 22x14 mm
- Factor de recorte: 1.6x
- DIGIC III Procesador de imagen
- 2.5" LCD resolución de 230,000 puntos
- Disparo Live View
- 7 puntos AF tipo cruz
- Autolimpiado de sensor EOS
- ISO 100–1600
- EF/EF-S
- Salida de video: NTSC/PAL
- JPEG y RAW
- Batería Canon LP-E5 , aprox. 190–600 disparos sin flash o 180–500 con el 50% del uso del flash.
- Peso aproximado 450 g

## Actualización
Se puede actualizar el firmware hasta la versión 1.0.7.

## Críticas
La 1000D se ha ganado críticas positivas desde páginas webs independientes dedicadas a la prueba de cámaras.